# ARPU
가입자당평균매출(加入者當平均收益, 영어: average revenue per user/unit, ARPU)은 가입한 서비스에 대해 가입자 1명이 특정 기간 동안 지출한 평균 금액을 일컫는 용어이다.

## 같이 보기
- 휴대 전화

## 참고 문헌
- 〈가입자당 평균 수익〉. 《네이버 IT용어사전》.
- 〈ARPU〉. 《네이버 게임용어사전》.